# Martinez (Georgia)
Martinez ist  ein census-designated place (CDP) im Columbia County im US-Bundesstaat Georgia. Das U.S. Census Bureau ermittelte bei der Volkszählung 2020 eine Einwohnerzahl von 34.535. 

## Geographie
Martinez grenzt im Westen an Evans und im Südosten direkt an die Stadt Augusta (Richmond County). Der nächste Flughafen ist der Augusta Regional Airport (rund 20 km südlich). Der CDP wird von der Interstate 20 sowie von den Georgia State Routes 28, 104, 232 und 383 durchquert bzw. tangiert.

## Demographische Daten
Laut der Volkszählung von 2010 verteilten sich die damaligen 35.795 Einwohner auf 13.587 bewohnte Haushalte, was einen Schnitt von 2,63 Personen pro Haushalt ergibt. Insgesamt bestehen 14.486 Haushalte. 
74,6 % der Haushalte waren Familienhaushalte (bestehend aus verheirateten Paaren mit oder ohne Nachkommen bzw. einem Elternteil mit Nachkomme) mit einer durchschnittlichen Größe von 3,05 Personen. In 38,5 % aller Haushalte lebten Kinder unter 18 Jahren sowie in 21,3 % aller Haushalte Personen mit mindestens 65 Jahren.
28,8 % der Bevölkerung waren jünger als 20 Jahre, 25,0 % waren 20 bis 39 Jahre alt, 29,1 % waren 40 bis 59 Jahre alt und 17,1 % waren mindestens 60 Jahre alt. Das mittlere Alter betrug 37 Jahre. 48,2 % der Bevölkerung waren männlich und 51,8 % weiblich.
77,2 % der Bevölkerung bezeichneten sich als Weiße, 12,7 % als Afroamerikaner, 0,3 % als Indianer und 5,5 % als Asian Americans. 1,4 % gaben die Angehörigkeit zu einer anderen Ethnie und 2,9 % zu mehreren Ethnien an. 4,3 % der Bevölkerung bestand aus Hispanics oder Latinos.
Das durchschnittliche Jahreseinkommen pro Haushalt lag bei 65.685 USD, dabei lebten 10,7 % der Bevölkerung unter der Armutsgrenze.